# Сосновка (Фировский район)
Сосно́вка — посёлок в Фировском районе Тверской области. Входит в состав Великооктябрьского сельского поселения.

## География
Посёлок находится на берегу реки Цна, на расстоянии 15 км к юго-востоку от посёлка городского типа Фирово, административного центра района.

### Часовой пояс
Посёлок Сосновка, как и вся Тверская область, находится в часовой зоне МСК (московское время). Смещение применяемого времени относительно UTC составляет +3:00.

## История
Входила в состав Кузнецовской волости Вышневолоцкого уезда. В 1859 году в деревне насчитывалось 9 дворов и 107 жителей, по данным 1886 года — 28 дворов и 122 жителя.

## Население
| 1859 | 2010 |
| ---- | ---- |
| 107  | ↗459 |

## Инфраструктура
В посёлке функционируют основная общеобразовательная школа и детский сад «Колокольчик».